# 赵阳升
赵阳升（1955年12月—），山西太原人，中国矿业工程专家，太原理工大学教授，教育部长江学者特聘教授。2019年当选为中国科学院院士。